# Oğuz Ceylan
Oğuz Ceylan (Çanakkale, 16 dicembre 1990) è un calciatore turco, difensore dell'Esenler Erokspor.

## Carriera
Ha giocato nella prima divisione turca.